# 北京京桥热电
39°50′10″N 116°21′30″E / 39.836046°N 116.3582898°E
北京京桥热电有限责任公司，位于北京市丰台区草桥东路29号，隶属北京能源投资（集团）有限公司，是北京市西南地区的热电中心，承担冬季供热任务。

## 简介
北京京桥热电有限责任公司成立于2003年，由北京能源投资（集团）有限公司出资78%、北京热力集团出资22%组建。该项目依照“统一规划、分期建设”原则，一期工程建成四台116MW大型燃气供热锅炉，二期工程建成一套“二拖一”9F级（两台350MW）燃气蒸汽联合循环供热机组及配套的供热设施。一期工程于2008年建成投产，供热面积大约为900万平方米。二期工程于2010年9月15日获得北京市发改委核准文件，11月18日举行奠基典礼，最大供热面积1400万平方米，计划2012年采暖季之前投产。
2010年12月16日，北京京桥热电有限责任公司工会第一次会员大会召开，宣布该公司工会正式成立。2013年12月8日，中共中央总书记习近平在中共北京市委书记郭金龙、北京市市长王安顺陪同下，来到该公司考察冬季供热情况。